# Dyzma Bończa-Tomaszewski
Dyzma Bończa-Tomaszewski herbu Bończa, pseud. i krypt.: D. B.T.; Pisarz poematu „Rolnictwo", (ur. 1 stycznia 1749 w Sandomierskiem, zm. 1825 w Popówce, obecnie Ukraina) – polski poeta, komedio- i dramatopisarz, tłumacz, publicysta polityczny i pamiętnikarz. Sekretarz konfederacji targowickiej, uczestnik konfederacji barskiej oraz sekretarz polskiego posła w Petersburgu Antoniego Augustyna Debolego. Działacz polityczny związany ze Stanisławem Szczęsnym Potockim.

## Życiorys
Urodził się w dzień Nowego Roku (1749) w województwie sandomierskim, jako syn Józefa, podczaszego wiślickiego. Pierwsze nauki pobierał u jezuitów w Sandomierzu. Wkrótce potem, dzięki staraniom wuja (K. Karasia) otrzymał posadę aplikanta w kancelarii królewskiej. Podczas konfederacji barskiej porzucił służbę na dworze królewskim. Wspierał konfederatów, walcząc w ich szeregach, jako rotmistrz w oddziale C.F. Dumourieza. W maju roku 1771 odniósł rany w bitwie pod Lanckoroną, gdzie trafił też do niewoli. Uwolniony dzięki wstawiennictwu Stanisława Augusta trafił ponownie do służby królewskiej. Po kilku miesiącach (1772) wyjechał do Petersburga, aby objąć tam stanowisko sekretarza rezydenta polskiego A. Debolego. W 1818 za Jagiellonidę otrzymał tytuł honorowego członka Uniwersytetu Wileńskiego.

## Twórczość
Debiutował komedią Małżeństwo w rozwodzie wystawiona w Warszawie w 1781. Był autorem m.in. broszury „Dyzmy Bończy Tomaszewskiego, komisarza cywilno-wojskowego województwa Bracławskiego, nad konstytucją i rewolucją dnia 3 maja 1791 uwagi” (1791), w której ostro zwalczał reformy, wprowadzone przez Konstytucję 3 maja. Była to jedna z najważniejszych i wydanych w największym nakładzie broszur antykonstytucyjnych, kolportowana w szczególności na ziemiach ukrainnych. Odpowiedź na tę broszurę dał poseł inflancki Antoni Trębicki w książeczce „Odpowiedź autorowi prawdziwemu uwag Dyzmy Bończy Tomaszewskiego nad konstytucją i rewolucją dnia 3 maja”, w której Trębicki sugerował, że prawdziwym autorem „Uwag” jest sam Szczęsny Potocki. Tomaszewski napisał też wierszowaną komedię obyczajową Małżeństwo w rozwodzie (wystawiona i wydana w 1781), poemat opisowy Rolnictwo (1801), epos historyczny Jagiellonida (1817), w 1822 wydał zbiór Pisma wierszem i prozą. Tłumaczył z języka francuskiego (m.in. Delille'a i Roussea), angielskiego (Pope'a, Macphersona), niemieckiego (Schillera), łaciny (Cycerona, Horacego), greki (Safonę), włoskiego (Petrarkę). Jako klasycysta był ostro atakowany przez romantyków m.in. Adama Mickiewicza.
Jagiellonida realizowała klasyczny wzór epopei, jednak jej walory artystyczne zostały krytycznie ocenione przez współczesnych (m.in. Adama Mickiewicza). Utwór opowiada o chrzcie Litwy za Władysława Jagiełły, przedstawianym jako wyrok boski.
W 1801 napisał poemat dydaktyczny Rolnictwo. Ucieczka na wieś bohatera – steranego w wojnach żołnierza – jest w nm wyrazem patriotyzmu, szansą na przetrwanie wartości po upadku ojczyzny poprzez pracę na roli.

### Ważniejsze dzieła
1. Małżeństwo w rozwodzie. Komedia we 3 aktach wierszem polskim napisana, Warszawa 1781, wyst. Warszawa 2 grudnia 1781, wyd. następne oprac. Z. Wołoszyńska w: Komedia obyczajowa warszawska t. 2 (Warszawa 1960) "Teatr Polskiego Oświecenia", (wyd. 1 bez nazwiska autora)
2. Do J.W. Stanisława Szczęsnego Potockiego... w anniwersarz ofiarowanego przezeń Rzeczypospolitej regimentu i 24 harmat, Warszawa 1786; wyd. 2 (brak miejsca i roku wydania); druk anonimowy przypisywany Tomaszewskiemu przez Estreichera XXXI (1936) 210; w t. XXIII (1910) 117 – przypisywał ten sam wiersz J.U. Niemcewiczowi; przyjmowany tradycyjnie za utwór Niemcewicza
3. Mowa... pułkownika wojsk kor., komisarza porządku cywilno-wojskowego z powiatu bracławskiego przy tejże komisji w Bracławiu dnia 25 lutego 1790 r. miana, brak miejsca wydania (1790)
4. Nad konstytucją i rewolucją dnia 3 maja roku 1791 uwagi, (Lwów 1791), wyd. następne (Warszawa 1792); wyd. pod nazwiskiem Tomaszewskiego, współcześni przypisywali autorstwo S.Sz. Potockiemu i S. Rzewuskiemu
5. Rolnictwo. Poema oryginalne w 4 pieśniach, Lwów 1801, wyd. następne Kraków 1802[6], fragmenty przedr. P. Hertz w: Zbiór poetów polskich XIX w. księga 1, Warszawa 1959
6. Pierwsza miłość. Komedia oryginalna w 3 aktach, Lipsk (Kraków) 1805
7. wiersze z roku 1814, rękopis: Ossolineum (Zbiory Pawlikowskich sygn. 13); zbiór wierszy różnych autorów; znaczna ich część opatrzonych inicjałami D.B.T.: większość nie weszła do poz. 10 (m.in. Przekłady poz. 1); przypisywany w rękopisie Tomaszewskiemu wiersz Emrod jest w rzeczywistości autorstwa L. Kropińskiego
8. Jagiellonida, czyli zjednoczenie Litwy z Polską. Poema oryginalne przez pisarza poematu "Rolnictwo". W 12 pieśniach, Berdyczów (1817), fragm. z rękopisu ogł. J. G. Styczyński, "Dziennik Wileński" 1817 t. 6; wyd. następne: Berdyczów brak roku wydania (2 wydania); Połock brak roku wydania; fragmenty przedr. P. Hertz jak wyżej poz. 5
9. Nienawiść ku kobietom. Komedia oryginalna w 5 aktach, wyd. zobacz poz. 10 t. 2
10. Pisma wierszem i prozą, oryginalne i tłumaczone t. 1-2, Warszawa 1822; zawartość: poz. 9; drobne utwory poetyckie, m.in.: Na Peczarę nad Bohem w roku 1788 4 marca (wiersz ogł. w "Dzienniku Wileńskim" 1818 nr 10 pod nazwiskiem S. Trembeckiego pt. Duma, napisana w r. 1788 w Peczarze nad Bohem); wiersz na śmierć w Paryżu księżny z Chodkiewiczów Lubomirski w r. 1795; Na rok 1813 (rękopis: Ossolineum, Zbiory Pawlikowskich sygn. 273); Na grób książęcia Józefa Poniatowskiego (rękopis jak wyżej); Cztery pory wieku; – opisy historyczno-pamiętnikarskie, m.in.: Podróż z Wiednia do Schenbrun; Powrót na Ukrainę; O Włoszech; O Szwajcarii; Galeria obrazów w Dreźnie; – rozprawy krytyczno-literackie, m.in.: Rozbiór poematu w niemieckim języku Wielanda pod imieniem Gracje; rozbiór Listu Heloizy do Abelarda poety angielskiego Pope; O tragedii Shakespeare'a Romeo i Juliette; Rozbiór poematu kard. Millevoye Miłość macierzyńska; – Przekłady poz. 2-16 i inne.

Wiersze swe ogłaszał w "Pamiętniku Lwowskim" 1816-1818. Ponadto wiersze w rękopisie znajdowały się w archiwach: Państwowe Centralne Archiwum Historyczne w Kijowie sygn. 49, 2, 13; 49, 2, 54 (autograf); Lw. Państw. Nauk. Biblioteka (Zbiory Baworowskich sygn. 313/III, k. 305, 325-326); Biblioteka Jagiellońska sygn. 7863 III (autografy). Tomaszewski był także redaktorem i stylistą manifestu konfederacji targowickiej oraz licznych jej uniwersałów i pozwów.

### Przekłady
1. J.B. Rousseau: Circe. Kantata, rękopis jak wyżej Ważniejsze dzieła poz. 7
2. Sapho: Ody (2), rękopis jak wyżej; wyd. zobacz Ważniejsze dzieła poz. 10, t. 2
3. Hātifī: Kruk. Duma. Fragm. z poematu Lejla i Medżun, "Pamiętnik Lwowski" 1816 nr 11; wyd. następne zobacz Ważniejsze dzieła poz. 10 t. 1; rękopis: Ossolineum (Zbiory Pawlikowskich sygn. 273); przekł. z francuskiego tłumaczenie A.K. Czartoryskiego
4. A. Pope: Oda do muzyki, naśladowanie, wyd. zobacz Ważniejsze dzieła poz. 10 t. 1
5. P. Ovidius Naso: Sztuka kochania (fragm.); Elegia, wyd. zobacz Ważniejsze dzieła poz. 10 t. 1
6. Pindar: Przemiany piękności, wyd. zobacz Ważniejsze dzieła poz. 10 t. 1
7. Q. Horatius Flaccus: Ody (5), wyd. zobacz Ważniejsze dzieła poz. 10 t. 1
8. J. Dellile: Trzy królestwa (fragm.), wyd. zobacz Ważniejsze dzieła poz. 10 t. 1
9. P. Vergilius Maro: Bukoliki; Eneida (fragm.), wyd. zobacz Ważniejsze dzieła poz. 10 t. 1
10. Tibullus: Elegie (2), wyd. zobacz Ważniejsze dzieła poz. 10 t. 1
11. M. Tullius Cicero: O państwie, fragm. z dzieła Rzeczpospolita, wyd. zobacz Ważniejsze dzieła poz. 10 t. 1
12. A.L. Staël-Holstein: O poezji u Anglików (fragm.), wyd. zobacz Ważniejsze dzieła poz. 10 t. 2
13. F. Schiller: Radość. Kantata, wyd. zobacz Ważniejsze dzieła poz. 10 t. 2
14. J. Macpherson: Hymn do słońca Osjana, wyd. zobacz Ważniejsze dzieła poz. 10 t. 2
15. F. Petrarka: Sonet, wyd. zobacz Ważniejsze dzieła poz. 10 t. 2
16. P.A. Metastasio: Odjazd; Arie z oper, wyd. zobacz Ważniejsze dzieła poz. 10 t. 2.

Inne drobne przekłady ogł. w "Pamiętniku Lwowskim" (1816).

## Wybrane opracowania dot. twórczości Tomaszewskiego
1. A. Trębicki: Opisanie sejmu ekstraordynaryjnego podziałowego r. 1793 w Grodnie (powst. 1793), oprac. J. Kowecki, (Warszawa) 1967 "Biblioteka Pamiętnikarzy Polskich i Obcych"
2. E. Słowacki: Tomaszewskiego Rolnictwo (powst. przed rokiem 1815) w: Dzieła t. 3, Wilno 1826 i wyd. następne
3. J.G. Styczyński: Jagiellonida, poemat D. Bończy Tomaszewskiego; "Dziennik Wileński" 1817 t. 6, s. 113-145
4. K. Brodziński: O klasyczności i romantyczności tudzież o duchu poezji polskiej, "Pamiętnik Warszawski" t. 10 (1818); wyd. A. Łucki, Kraków (1920) "Biblioteka Narodowa" seria I, nr 10, s. 118-119
5. A. Mickiewicz: Uwagi nad Jagiellonidą D. Bończy Tomaszewskiego, "Pamiętnik Warszawski" t. 13 (1819) i wyd. następne
6. K. Brodziński: Literatura polska. Odczyty na Uniwersytecie Warszawskim w latach 1822-1823, w: Pisma t. 4, Poznań 1872, s. 410 i wyd. następne
7. A.R.F. Chrząszczewski: Pamiętniki (powst. przed rokiem 1851), autograf: Biblioteka Kórnicka sygn. 1154, fragmenty ogł. J.I. Kraszewski w: Pamiętniki J.D. Ochockiego t. 4, Wilno 1857; także wyd. 2 Warszawa 1882
8. F.M. Sobieszczański: "Encyklopedia powszechna" Orgelbranda, t. 25 (1867)
9. Berlicz Sas (J. Strutyński): Obrazki czasu i ludzi, Warszawa 1876
10. K.W. Wójcicki: Warszawa, jej życie umysłowe i ruch literacki w ciągu lat trzydziestu (od 1800 do 1830 r.), "Biblioteka Warszawska" 1878 t. 2, 1879 t. 1-3 i odb. (Warszawa 1880, s. 61-63).